# Methles
Methles là một chi bọ cánh cứng trong họ Dytiscidae.
Chi này được Sharp miêu tả khoa học năm 1882.

## Các loài
Các loài trong chi này gồm:
- Methles caucasicus Riha, 1974
- Methles cribratellus (Fairmaire, 1880)
- Methles freyi Guignot, 1953
- Methles indicus Régimbart, 1899
- Methles laevis Zimmermann, 1933
- Methles punctatissimus Gschwendtner, 1943
- Methles rectus Sharp, 1882
- Methles spinosus Sharp, 1882